# Траффорд (Пенсільванія)
Траффорд (англ. Trafford) — місто (англ. borough) в США, в округах Вестморленд і Аллегені штату Пенсільванія. Населення — 3317 осіб (2020).

## Географія
Траффорд розташований за координатами 40°23′5″ пн. ш. 79°45′27″ зх. д. / 40.38472° пн. ш. 79.75750° зх. д. (40.384604, -79.757528).  За даними Бюро перепису населення США в 2010 році місто мало площу 3,71 км², уся площа — суходіл.

## Демографія
Згідно з переписом 2010 року, у селищі мешкали 3174 особи в 1504 домогосподарствах у складі 847 родин. Густота населення становила 855 осіб/км².  Було 1660 помешкань (447/км²).
Расовий склад населення:
| - 95,9 % — білих - 1,6 % — чорних або афроамериканців - 1,1 % — азіатів |

До двох чи більше рас належало 1,1 %. Частка іспаномовних становила 0,9 % від усіх жителів.
За віковим діапазоном населення розподілялося таким чином: 19,0 % — особи молодші 18 років, 60,3 % — особи у віці 18—64 років, 20,7 % — особи у віці 65 років та старші. Медіана віку мешканця становила 42,9 року. На 100 осіб жіночої статі у селищі припадало 87,3 чоловіків;  на 100 жінок у віці від 18 років та старших — 86,1 чоловіків також старших 18 років.
Середній дохід на одне домашнє господарство  становив 67 766 доларів США (медіана — 46 528), а середній дохід на одну сім'ю — 85 561 долар (медіана — 62 019). Медіана доходів становила 44 076 доларів для чоловіків та 39 471 долар для жінок. За межею бідності перебувало 14,1 % осіб, у тому числі 29,6 % дітей у віці до 18 років та 3,7 % осіб у віці 65 років та старших.
Цивільне працевлаштоване населення становило 1703 особи. Основні галузі зайнятості: освіта, охорона здоров'я та соціальна допомога — 33,4 %, виробництво — 12,9 %, роздрібна торгівля — 12,1 %.